# ISS Pro Evolution
ISS Pro Evolution (в Японії відома як Winning Eleven 4) — відеогра, випущена у Європі в травні 1999 та в Північній Америці 6 червня 2000 ексклюзивно на платформу PlayStation компанією Konami. Є третьою грою в серії ISS Pro series.

## Клуби
16 клубних команд не мають ліцензійної назви та імен реальних гравців:
- Manchester (Манчестер Юнайтед)
- London (Арсенал)
- Chelsea (Челсі)
- Liverpool (Ліверпуль)
- Marseille (Олімпік Марсель)
- Monaco (Монако)
- München (Баварія Мюнхен)
- Dortmund (Боруссія Дортмунд)
- Torino (Ювентус)
- Milano (Мілан)
- International (Інтернаціонале)
- Parma (Парма)
- Roma (Лаціо)
- Barcelona (Барселона)
- Madrid (Реал Мадрид)
- Amsterdam (Аякс)

В кожному клубі є по 22 гравці (так, як і в національній збірній). Склади та комплект домашньої та виїзної форм команд зразка сезону 1998/1999.
| Відеоігри | Це незавершена стаття про відеоігри. Ви можете допомогти проєкту, виправивши або дописавши її. |